# Reinkarnationstherapie
Reinkarnationstherapie oder Rückführungstherapie ist eine esoterische, auf Reinkarnationslehren beruhende Methode der Alternativheilkunde. Im wissenschaftlichen und gesetzlichen Sinn ist diese Methode nicht als Psychotherapie oder Heilverfahren anerkannt, bei Esoterikern aber durchaus populär.
Die Reinkarnationstherapie geht davon aus, dass Reinkarnation und Weiterentwicklung einer Seele über eine Vielzahl von Erdenleben existieren. Aktuelle psychische und körperliche Probleme können durch frühere Inkarnationen verursacht sein. Erinnerungen an vergangene Leben seien möglich. Auch ein Lernen aus früheren Leben sei möglich (westlich interpretierte Karmalehre). Verstrickungen mit Traumata früherer Erdenleben können durch Liebe und Vergebung auch im jetzigen Leben gelöst werden. Dadurch sei größere Bewusstheit und Heilung auch im aktuellen Erdenleben der Klienten erreichbar.

## Vertreter
Das Konzept der Reinkarnation (Wiedergeburt) existiert in den Weltreligionen Hinduismus und Buddhismus, denen insgesamt etwa 1,5 Milliarden Menschen angehören. Dazu kommen laut einer Statistik von 1999 etwa 10 bis 30 % der Bevölkerung christlich geprägter westlicher Staaten. Die hier besprochene Rückführungstherapie ist jedoch in den traditionell an Reinkarnation glaubenden Kulturen als belanglos zu betrachten – sie ist ein westliches Konzept der 1970er-Jahre.
Bereits in frühen Hypnoseversuchen tauchten Imaginationen von Rückführungen in frühere Leben auf. Bekannte Vorläufer der heutigen Rückführungstherapie waren der britische Psychiater Alexander Cannon und sein brasilianischer Kollege Inácio Ferreira, die aktuelle Probleme ihrer Klienten mit in früheren Leben liegenden Traumata zu erklären versuchten.
Der erste Psychiater, der Patientinnen in diesem Sinn behandelte und darüber publizierte, war der Brite Denys Kelsey, der 1968 das erste Buch über Rückführungstherapie veröffentlichte. Seine Methoden waren aber immer noch die der früheren Hypnotherapie. In Zürich arbeitete Alexander Gosztonyi Mitte der 1960er-Jahre mit therapeutischen Rückführungen. Er legte später seine Erkenntnisse in mehreren Werken dar. Zwischen 1966 und 2005 veröffentlichte der in den USA lebende Psychiater Ian Stevenson zu diesem Thema: Er dokumentierte Aussagen von Kindern, die ohne Hypnose von „Erinnerungen an frühere Leben“ berichteten. Stevensons Publikationen und Vorträge trugen wesentlich dazu bei, Reinkarnation und Reinkarnationstherapie einem größeren westlichen Publikum bekannt zu machen. Weiters publizierten und lehrten beispielsweise Winafred Lucas, Roger Woolger, Trisha Caetano und Hans TenDam (Mitglied von EARTh – European Association for Regression Therapy) über das damals schnell expandierende Fachgebiet. Amerikanische Reinkarnationstherapeuten sind Michael Newton, Morris Netherton, Brian L. Weiss, Bryan Jameison und Maxwell Maltz. Als deutsche Vertreter könnten Thorwald Dethlefsen, Ruediger Dahlke, Jan-Hendrik Günter, Trutz Hardo, Jan Erik Sigdell, Christoph von Keyserlingk und Baldur Ebertin genannt werden.

## Techniken
Sogenannte Rückführungen, auch in einmaligen Sitzungen angeboten, die ohne therapeutische Zielsetzung, gegebenenfalls auch ohne therapeutische Qualifikation des Rückführenden, angeboten werden, dienen bloß der „Innenschau“. Anbieter der Regressionshypnose hingegen bewerben sich mit der Verheißung, Probleme des aktuellen Lebens durch vermeintliches Erinnern, auch an vorgeburtliche oder sogar „einem früheren Leben“ anhaftende Traumata, zu lindern oder beheben zu können. Die Kosten einer Rückführungstherapie, die sich im Gegensatz zu einzelnen Rückführungen über mehrere Wochen und etliche Sitzungen erstreckt, liegen bei durchschnittlich 3.000 Euro.
Voraussetzung, um eine Rückführung zu erfahren, ist eine leichte Trance. In diese kann der Klient auf unterschiedliche Weise geführt werden. Als Möglichkeiten stehen Hypnose, holotrope Atmung, Meditation, binaurale Beats und die Hemisphärensynchronisation-Methode offen. Manche Menschen können sich auch ohne eine solche Methode selbst in Trance versetzen.
Eine Rückführungstherapie beginnt mit einem ausführlichen Vorgespräch, in welchem die Fragen besprochen werden, die der Klient in seiner Rückführung klären will. Sodann wird der Klient meistens erst in seine eigene Kindheit geführt. Danach führt der Therapeut den Klienten zu dem Ort innerhalb des früheren Lebens, an den er reisen möchte, um seine Fragen beantwortet zu bekommen. Nach dem Betrachten einiger vergangener Leben ist auch ein Betrachten der Zeit im Jenseits zwischen den einzelnen Leben möglich.
Von vielen Reinkarnationstherapeuten wird betont, Ziel einer solchen Therapie sei nicht, die Phantasien eines Klienten auf ihren Wahrheitsgehalt hin zu überprüfen. Vielmehr gehe es um das Aufspüren von Verwicklungen, die im Unterbewusstsein verankert sind und die freie Entfaltung der Persönlichkeit beeinträchtigten. Wenn es gelänge, diese Verwicklungen aufzulösen, hätte dies einen günstigen Effekt für den Klienten. Die Reinkarnation könne auch nur als reine Arbeitshypothese verwendet werden. Manche Anbieter, wie beispielsweise Brian Weiss führen ihre Klienten sogar in zukünftige Leben als Kategorie einer reinen Arbeitshypothese.

## Kritik
Da Reinkarnation keine wissenschaftlich gesicherte Tatsache ist, besitzt auch eine auf dieser Idee aufbauende Therapie keinerlei solide Basis.

### Risiken der Methode
Die Gefahren der Reinkarnationstherapie liegen darin, dass einige ihrer methodischen Kernelemente (beispielsweise Regression unter Hypnose), gerade bei psychisch labilen Personen, als hoch riskant gelten. Rückführungstherapien werden daher von psychotherapeutischen Berufsverbänden nicht als Methode der Psychotherapie anerkannt. Insbesondere die Gefahren einer unkontrollierten Regression gelten als besonders brisant. Reinkarnationstherapien sind, vor allem wenn sie zum Zwecke der Behandlung psychischer Störungen angewendet werden, ein unstrittig unwissenschaftliches Verfahren mit beträchtlichen Risiken (beispielsweise maligne Regression, Komplikationen in hypnotischen Zuständen, psychotische Entgleisungen, pathologische Kollusion, Verlust der Selbststeuerungsfähigkeit des Klienten, fortgesetzte Suggestibilität sowie das Unterlassen des Aufsuchens von Ärzten und approbierten Psychotherapeuten).

### Unzureichendes medizinisches Wissen
Da die Begriffe Reinkarnationstherapeut und Rückführungstherapeut nicht geschützt sind, werden diese Leistungen auch von Menschen angeboten, die in vielen Fällen keine medizinische oder psychologische bzw. psychotherapeutische Ausbildung besitzen. So besteht die Gefahr, dass medizinische Kontraindikationen nicht erkannt werden oder sich ergebende psychische Probleme aus der Rückführungserfahrung nicht mit der gebührenden Sorgfalt behandelt werden. Wer sich in Deutschland vor Heilern mit mangelndem medizinischen Wissen schützen will, sollte darauf achten, dass der Rückführungstherapeut, dem man sich anvertraut, eine Approbation als Arzt, Psychotherapeut oder eine Zulassung als Heilpraktiker oder Heilpraktiker für Psychotherapie hat.

### Kryptomnesie als Erklärungsansatz
Von Kritikern der Reinkarnationstherapie wird Kryptomnesie als mögliche Erklärung vorgebracht. Darunter versteht man das Wiedererinnern von im Gedächtnis verborgenen Erlebnissen.